# Christopher Ameyaw-Akumfi
Christopher Ameyaw-Akumfi (* 21. Januar 1945 in Techiman) ist ein ghanaischer Hochschullehrer und Politiker. In der Regierung von Präsident John Agyekum Kufuor ist er Minister für Häfen und Bahnverkehr (Minister for Ports & Railways).
Ameyaw-Akumfi besuchte zwischen 1959 und 1965 das Adisadel College in Cape Coast und legte dort sein G.C.E. A-Level-Zertifikat ab. An der Universität von Ghana in Legon, einem Stadtteil von Accra schrieb er sich 1965 ein und machte seinen Bachelor und Master in Science. An der Universität von Ghana begann er seine Tätigkeit als Dozent in der Stellung eines Teaching Assistenten im Jahr 1968. Im Jahr 1972 wechselte er an die Universität von Michigan in den USA und schloss hier mit dem Master in Zoologie ab. Zwischen 1972 und 1979 wurde er Dozent für Zoologie an der Universität von Cape Coast in Ghana. Von 1992 an lehrte er hier als Professor für Zoologie.
Ameyaw-Akumfi hat verschiedene Publikationen im Bereich der Biologie veröffentlicht. Ferner wurde seine akademische Arbeit durch Auszeichnungen und Ehrungen gewürdigt.